# Erik Dahlin
Erik Axel Dahlin (Trollhättan, 28 aprile 1989) è un ex calciatore svedese, di ruolo portiere.

## Biografia
È fratello minore di Johan e figlio di Stefan, entrambi portieri.

## Carriera

### Club
Dahlin giocò a livello giovanile per il Trollhättan. Fu poi messo sotto contratto dal Göteborg, che lo cedette in prestito al Västra Frölunda nel 2008. Tornato al Göteborg, nel 2009 si trasferì al Trollhättan con la stessa formula. Rientrato ancora al Göteborg, esordì nell'Allsvenskan in data 15 agosto 2010, subentrando a Thomas Olsson nel pareggio per 0-0 contro l'Helsingborg, a causa dell'espulsione del portiere titolare Marcus Sandberg. Il 4 dicembre 2012, firmò un contratto triennale con i norvegesi del Sogndal, che sarebbe stato valido a partire dal 1º gennaio successivo.
Il 5 giugno 2014, venne ceduto a titolo definitivo al Trollhättan: il trasferimento si sarebbe concretizzato il 15 luglio, alla riapertura del calciomercato svedese. Dal gennaio 2015 si trasferisce, a parametro zero, all'IK Oddevold in Division 1.
A partire dalla stagione 2016 tornò ad essere un giocatore dell'IFK Göteborg. Quell'anno fu riserva di John Alvbåge, mentre nel campionato 2017 e nella prima metà di quello 2018 fu vice del giovane prospetto Pontus Dahlberg. In circa due anni e mezzo collezionò tre presenze ma, a seguito della partenza dello stesso Dahlberg avvenuta a metà del campionato 2018, ebbe l'opportunità di essere promosso a primo portiere per la restante parte di stagione. Nonostante fosse chiuso dall'arrivo del greco Giannīs Anestīs e dal fatto che il tecnico Poya Asbaghi gli avesse preferito Tom Amos come secondo portiere, Dahlin ha comunque iniziato la stagione 2019 all'IFK Göteborg non andando mai in panchina, fino alla sua cessione avvenuta qualche mese più tardi.
Il 30 luglio 2019, infatti, la squadra del Ljungskile – militante nella terza serie nazionale – ha comunicato l'ingaggio a titolo definitivo di Dahlin fino al 2021. Nel corso della Superettan 2020 ha giocato metà delle partite in calendario, alternandosi in panchina con l'altro portiere Robin Wallinder. A fine stagione la squadra è retrocessa e Dahlin si è ritirato dal calcio giocato.